# سیاره پیت
سیاره پیت(به انگلیسی: Planet Pit) ششمین آلبوم استودیویی هیپ‌هاپ آمریکایی پیت بول می‌باشد که در هفدهم ژوئن سال۲۰۱۱ توسط سونی میوزیک ، پالا گراندز و جی منتشر شد. این آلبوم به سبک‌های هیپ هاپ و پاپ-دنس می‌باشد که توسط آهنگسازان معروفی چون داوید گتا ، رد وان ،دکتر لوک،جیم جونسین ، و سولشاک ساخته شده‌است.

## نقدها
| بررسی انتقادی     | بررسی انتقادی |
| منبع              | رتبه‌بندی      |
| ----------------- | ------------- |
| متاکریتیک         | (۷۰/۱۰۰)      |
| آل‌میوزیک          | 4/5 ستاره     |
| کلاب فونوگراما    | (۴۸/۱۰۰)      |
| دیجیتال اسپای     | 2/5 ستاره     |
| اینترتینمنت ویکلی | (A-)          |
| یو اس مگزین       | 3/5 ستاره     |
| رولینگ استون      | 3/5 ستاره     |
| نیویورک تایمز     | (مثبت)        |

آلبوم به‌طور کلی نقدهای مناسبی دریافت کرد. در متاکریتیک که از ۱۰۰ نمره امتیازات خود را بیان می‌کند، سیاره پیت بر اساس دوازده نظر، میانگین ۷۰ را دریافت نمود. آلیسون استوارت از واشنگتون پست نظر مثبتی به آلبوم داد و نوشت:«آلبوم جدیدش، "سیاره پیت" با این فلسفه که در هر آلبوم پاپ بایستی چند تن از مشاهیر حضور داشته باشند به موفقیت دست پیدا کرده به طوری که در هر کدام از آهنگ‌های این آلبوم یک سوپر استار یا یک سوپر تهیه‌کننده حضور دارد.» ایان درو در نقد خود در مجله یو اس مگزین از ۵ ستاره، ۴ ستاره به این آلبوم داد و نوشت: «اگه امروزه یک آهنگ پاپ موفق و پرطرفدار می خواهید، بگذارید رپ آن را پیت بول بخواند.» رابرت کاپسی از دیجیتال اسپای از ۵ ستاره تنها ۲ ستاره به آلبوم داد با این استدلال که: « سیاره پیت در اکثر مواقع سردرد و سرگیجه همیشگی ناشی از ترکیب سبک های هاوس، هیپ هاپ و شعر های بی ربط که پشت هم ردیف شدند را تداعی می کند.»

## اطلاعات تک آهنک ها
- هی عزیزم (Hey Baby): این ترانه به همراه تی-پین خوانده شد و اولین تک ترانه ای بود که پیت بول روی آن کار کرد . این آهنگ توانست به رتبه هفتم از فهرست داغ بیلبورد دست پیدا کند.
- همه چیز را به من بده(Give Me Every thing): این آهنگ به همراه نیر و افروجک و نی-یو خوانده شد و توانست در سطح جهانی رتبه‌های بسیار بالایی بیاورد، این آهنگ توانست در فهرست بیلبورد شماره یک شود.
- روی من ببار(Rain Over Me): این آهنگ به همراه مارک آنتونی خوانده شد و توانست رتبه سی ام را در فهرست بیلبورد بدست آورد.
- عشق جهانی(International Love): با همراهی کریس براون خوانده شد. این آهنگ توانست در بیلبورد به رتبه سیزدهم دست یابد.

## فروش
"سیاره پیت" با قروش بیش از ۵۵٬۰۰۰ نسخه در هفته اول به رتبه هفتم بیلبورد ۲۰۰ دست یافت که تاکنون بالاترین رتبه برای آلبوم‌های پیت بول در آمریکا می‌باشد . در آوریل ۲۰۱۲ و تنها در آمریکا فروش خود را به بیش از ۳۹۷٬۰۰۰ رساند.

## فهرست آهنگ‌ها
| شماره      | نام                                                                         | نویسنده(ها) | تهیه‌کنندگان                    | مدت   |
| ---------- | --------------------------------------------------------------------------- | --- | ------------------------------ | ----- |
| ۱.         | «آقای جهانی (Mr. Worldwide)» (به همراهی وین)                                | آروماندو سی. پرز، میکالا شیلو، گاوریل امینو                                                                           | وین                            | ۱:۲۴  |
| ۲.         | «همه چیز را به من بده (Give Me Everything)» (به همراهی نیر، افروجک و نی-یو) | پرز، نیک ون دی وال، شفر اسمیت                                                                                         | افروجک                         | ۴:۱۲  |
| ۳.         | «روی من ببار (Rain Over Me)» (به همراهی مارک آنتونی)                        | پرز، رد وان، مارک آنتونی، بلال "د شف" حاجی، ریچارد عزیز                                                               | رد وان، دیوید راش، جیمی جوکر   | ۳:۵۱  |
| ۴.         | «هی عزیزم (Hey Baby (Drop It to the Floor))» (به همراهی تی-پین)             | پرز، سندی وی، تی-پین                                                                                                  | سندی وی                        | ۳:۵۴  |
| ۵.         | «توقف (Pause)»                                                              | پرز، عبدالسمد بن عبدالوحید، آدریان سانتالا، آری کلیمی، اورالس واراگاس                                                 | افکت، دراپ، دی جی بودها، اپستر | ۳:۰۰  |
| ۶.         | «بیا و برو (Come n Go)» (به همراهی انریکه ایگلسیاس)                         | پرز، لوکاس گوتواد، بنجامین لوین، مکس مارتین، ایگلسیاس                                                                 | دکتر لوک، بنی بلانکو           | ۳:۵۰  |
| ۷.         | «بلرزون خانم (Shake Señora)» (به همراهی تی-پین و شان پال)                   | پرز، کلینتون اسپارک، ویلیام گریگاسین، تی-پین، شان پال هنریگوئز، رالف دی لئون، هری بلافونت، گابرئیل اوله، استیو ساموئل | دی جی اسنیک، کلینتون اسپارک    | ۳:۳۴  |
| ۸.         | «عشق جهانی (International Love)» (به همراهی کریس براون)                     | پرز، کارستن شاک، پیتر بایکر، شان هارلی، کلود کلی                                                                      | شرلوک و بایکر، شان هارلی       | ۳:۴۷  |
| ۹.         | «قصر شنی (Castle Made of Sand)» (به همراهی کلی رولند و جایمی درستیک)        | پرز، جاستین فرانک، جیکوب لوترل، جولی فراست جیمز هوی، کلی رولند                                                        | دی جی فراک ای                  | ۳:۴۸  |
| ۱۰.        | «عشقم را دزدید (Took My Love)» (به همراهی رد فو، وین و دیوید راش)           | پرز، استفان کندال گوردی، گروین امینو، اورلس وارگاس، نئال کنوی، کریستال واترز                                          | رد فو                          | ۴:۲۹  |
| ۱۱.        | «کجا میریم (Where Do We Go)» (به همراهی جیمی فاکس)                          | پرز، جیمز شفر، مارک کینچن، دنیئل موریس، ائوی سانچز،جیمی فاکس                                                          | جیم جانسین، مارک کینچن         | ۳:۵۰  |
| ۱۲.        | «چیزی برای دی جی ها (Something for the DJs)» (به همراهی افروجک و داوید گتا) | پرز، گتا، ون دی وال، ریکو لاو                                                                                         | افروجک و گتا                   | ۳:۰۴  |
| مجموع مدت: | مجموع مدت:                                                                  | مجموع مدت: | مجموع مدت:                     | ۴۲:۲۹ |

| آهنگ‌های جایزه در ویرایش لوکس | آهنگ‌های جایزه در ویرایش لوکس                                                 | آهنگ‌های جایزه در ویرایش لوکس                                                                     | آهنگ‌های جایزه در ویرایش لوکس | آهنگ‌های جایزه در ویرایش لوکس |
| شماره                        | نام                                                                          | نویسنده(ها)                                                                                      | تهیه کنندگان                 | مدت                          |
| ---------------------------- | ---------------------------------------------------------------------------- | ------------------------------------------------------------------------------------------------ | ---------------------------- | ---------------------------- |
| ۱۳.                          | «آقای همین الآن (Mr. Right Now)» (به همراهی ایکان و دی جی فرانک ای)          | پرز، فرانک، لوترل، آلیونه تیام                                                                   | دی جی فرانک ای، لوترل        | ۳:۰۷                         |
| ۱۴.                          | «بلرزون خانم (Shake Señora)» ((ریمیکس) به همراهی تی-پین، شان پال و لوداکریس) | پرز، کلینتون، گریگاسین، تی-پین، شان پال هنریگوئز، کریستوفر بریجز، دی لئون، بلافونت، اولر، ساموئل | اسپارکس، دی جی اسنیک         | ۴:۱۲                         |
| ۱۵.                          | «اوی عزیزم (Oye Baby)» (به همراهی نیکولا فاسانو)                             | پرز، نیکولا، اسفانو بوسکو، آریتو موریرا                                                          | فاسانو                       | ۲:۵۵                         |
| ۱۶.                          | «مدل دختری که دوست دارم (My Kinda Girl)» (به همراهی نلی)                     | پرز، جمال جونز، جانسون پری، کورنل هاینس، دونی اسکاتز                                             | پولو دا دون، جیسون پری       | ۳:۴۰                         |

## رتبه ها و گواهی ها

### رتبه ها
| چارت (۲۰۱۲)                  | بهترین رتبه |
| ---------------------------- | ----------- |
| چارت آلبوم‌های استرالیا       | ۵           |
| چارت آلبوم‌های اتریش          | ۳           |
| چارت آلبوم‌های انگلستان       | ۱۱          |
| چارت آلبوم‌های بلژیک(فنلاند)  | ۲۴          |
| چارت آلبوم‌های بلژیک(والونیا) | ۱۱          |
| چارت آلبوم‌های کانادا         | ۴           |
| چارت آلبوم‌های چکوسلواکی      | ۳۳          |
| چارت آلبوم‌های دانمارک        | ۳۹          |
| چارت آلبوم‌های هلندی          | ۲۱          |
| چارت آلبوم‌های فنلاند         | ۲۱          |
| چارت آلبوم‌های فرانسه         | ۱۳          |
| چارت آلبوم‌های آلمان          | ۶           |
| چارت آلبوم‌های یونان          | ۲۷          |
| چارت آلبوم‌های مجارستان       | ۶           |
| چارت آلبوم‌های ایرلند         | ۱۷          |
| چارت آلبوم‌های ایتالیا        | ۸           |
| چارت آلبوم‌های مکزیک          | ۱۲          |
| چارت آلبوم‌های نیوزلند        | ۱۰          |
| چارت آلبوم‌های لهستان         | ۱۲          |
| چارت آلبوم‌های نروژ           | ۳۰          |
| چارت آلبوم‌های پرتغال         | ۲۴          |
| چارت آلبوم‌های اسکاتلند       | ۱۶          |
| چارت آلبوم‌های اسپانیا        | ۵           |
| چارت آلبوم‌های سوییس          | ۲           |
| چارت آلبوم‌های کره جنوبی      | ۱۱          |
| بیلبورد ۲۰۰ آمریکا           | ۷           |

| کشور            | گواهی     | فروش    |
| --------------- | --------- | ------- |
| استرالیا(ARIA)  | پلاتین    | ۷۰٬۰۰۰  |
| اتریش(IFPI)     | طلا       | ۱۰٬۰۰۰  |
| کانادا(CRIA)    | پلاتین    | ۸۰٬۰۰۰  |
| فرانسه(SNEP)    | طلا       | ۵۰٬۰۰۰  |
| آلمان(BVMI)     | طلا       | ۱۰۰٬۰۰۰ |
| هند             | ۳× پلاتین | ۱۸٬۰۰۰  |
| مکزیک(AMPROFON) | طلا       | ۱۵٬۰۰۰  |
| سوئیس(IFPI)     | طلا       | ۳۰٬۰۰۰  |